# Чернявська Влада Анатоліївна
Вла́да Анато́ліївна Черня́вська ((біл. Улада Анатольеўна Чарняўская, рос. Влада Анатольевна Чернявская), нар. 10 червня 1966) — радянська і білоруська бадмінтоністка.

## З життєпису
Учасниця Олімпійських ігор 1996 в одиночному і змішаному парному розрядах. В одиночному розряді у першому раунді поступилась Yuliani Sentoso з Індонезії 1:2. В змішаному парному розряді пара Михайло Коршук/Влада Чернявська у першому раунді поступилась парі Пітер Блекберн/Ронда Кейтор з Австралії 0:2.
Чемпіонка СРСР в парному розряді (1989, 1990), в змішаному парному розряді (1990). Чемпіонка Білорусі в одиночному розряді (1993, 1994, 1995, 1996, 1997, 1998, 1999, 2003, 2004, 2005), в парному розряді (1993, 1994, 1995, 1996, 1997, 1998, 1999, 2003, 2004, 2005, 2007), в змішаному парному розряді (1994, 1995, 1996, 2001, 2002, 2003, 2005, 2007).
Переможниця Bulgarian International в парному розряді (1993), в змішаному парному розряді (1993). Переможниця Canadian Open в одиночному розряді (1990). Переможниця Austrian International в парному розряді (1990, 1991).